# Christoph von Kleinsorgen
Christoph von Kleinsorgen (* 14. Juli 1980) ist ein ehemaliger deutscher Radrennfahrer.

## Sportliche Laufbahn
Die Laufbahn von Christoph von Kleinsorgen begann auf dem Mountainbike im Verein RSV Coesfeld. Zwei Jahre gehörte er der Landesauswahl NRW an, belegte als Junior den 2. Platz im NRW-Cup der Mountainbiker und verfehlte als Vierter nur knapp das Podium der Landesmeisterschaft.
Ab 2000 fuhr von Kleinsorgen für das Team Coast und ab 2004 für das deutsche Continental Team Lamonta. In seiner zweiten Saison dort gewann er die Schlussetappe der Rheinland-Pfalz-Rundfahrt von Kaiserslautern nach Koblenz. Wenig später stürzte er bei der Bayern-Rundfahrt schwer, verlor das Bewusstsein und musste mit dem Rettungshubschrauber in die Uni-Klinik Erlangen geflogen werden. Er erholte sich wieder und gewann gegen Ende der Saison den Großen Preis der Sparkasse. 2007 fuhr er für das Team Heinz von Heiden, dann beendete er seine Radsportlaufbahn.

## Palmarès
2005
- eine Etappe Rheinland-Pfalz-Rundfahrt

2007
- Niedersachsenmeister – Einzelzeitfahren
- eine Etappe Tour of Thailand

## Teams
- 2000-Mai 2003 Team Coast
- ab Mai 2003 Team Bianchi
- 2004–2006 Team Lamonta
- 2007 Team Heinz von Heiden